# Frank Bank
Frank Bank (* 12. April 1942 in Los Angeles, Kalifornien; † 13. April 2013 in Rancho Mirage, Kalifornien) war ein US-amerikanischer Schauspieler und Börsenmakler. 

## Leben
Bank war ab 1950 in kleinen Rollen in verschiedenen Film- und Fernsehproduktionen zu sehen. Bekanntheit erlangte er insbesondere durch seine regelmäßige Nebenrolle als etwas grobschlächtiger Nachbarsjunge Clarence “Lumpy” Rutherford in der Fernsehserie Erwachsen müßte man sein (Leave It to Beaver), die er ab 1958 über die nächsten fünf Jahre in rund 50 Folgen verkörperte. Nach dem Ende der Serie 1963 zog er sich vorerst aus dem Filmgeschäft zurück, zumal er sich bei Castings sehr auf seine Rolle des Lumpy festgelegt fand.
Seit 1973 war Bank als Börsenmakler in Los Angeles tätig. In den 1980er-Jahren begann er wieder als Schauspieler in Erscheinung zu treten, und von 1983 bis 1989 spielte er in der Sitcom Mein lieber Biber – einer Fortsetzung von Leave It to Beaver – erneut die Rolle des mittlerweile erwachsenen Lumpy Rutherford. Zuletzt stand er 1997 für einen Cameo-Auftritt in Beaver ist los!, eine Kinoverfilmung der Serie Leave It to Beaver, vor der Kamera. Mit Call Me Lumpy veröffentlichte er ebenfalls 1997 eine Autobiografie.
Frank Bank war drei Mal verheiratet und wurde Vater von vier Töchtern. Er starb einen Tag nach seinem 71. Geburtstag. Die Grabstelle befindet sich auf dem Hillside Memorial Park Cemetery in Culver City, Kalifornien.

## Filmografie
- 1950: Ladung für Kapstadt (Cargo to Capetown)
- 1952: The Story of Will Rogers
- 1952: The Ford Television Theatre (Fernsehserie, 1 Folge)
- 1956: Vater ist der Beste (Father Knows Best, Fernsehserie, 1 Folge)
- 1959: Cimarron City (Fernsehserie, 1 Folge)
- 1961: Westinghouse Playhouse (Fernsehserie, 1 Folge)
- 1962: Life with Archie (Fernsehserie, 1 Folge)
- 1962: Polizeirevier 87 (87th Precinct, Fernsehserie, 1 Folge)
- 1962: Bachelor Father (Fernsehserie, 1 Folge)
- 1958–1963: Erwachsen müßte man sein (Leave It To Beaver, Fernsehserie, 50 Folgen)
- 1983: High School U.S.A. (Fernsehfilm)
- 1983–1989: Mein lieber Biber (Still the Beaver, Fernsehserie, 101 Folgen)
- 1997: Beaver ist los! (Leave It To Beaver)